# Pōmare IV
Pōmare IV (28 de febrer del 1813 - 17 de setembre del 1877), coneguda com la reina Pōmare o la reina de Tahití, fou una monarca del Regne de Tahití entre 1827 i 1877.
Coneguda amb el nom d'’Aimata Pōmare IV Vahine-o-Punuateraʻitua, succeí el seu germà per part de pare, Pōmare III a l'edat de 14 anys, després de la seva mort prematura. Encara que no disposava de la preparació necessària per a ocupar el càrrec, va regnar durant 50 anys. Era filla de Teriitaria, coneguda com a Pōmare Vahine, l'amant de Pōmare II. ’Aimata s'havia casat als 10 anys amb Tapoa, anomenat Pōmare gros-ventre i fill d'un gran cap de Bora Bora. Com que no tenien fills, el va repudiar el 1829 i, cinc anys més tard, es va tornar a casar amb un noi de catorze anys amb qui va tenir diversos fills, entre ells, Te-rā-tane, el futur Pōmare V.
Per bé que sota el seu regnat, el Regne de Tahití aconseguí d'incorporar Rā’iatea i Porapora, hagué d'afrontar successives crisis polítiques, religioses i econòmiques en una època marcada per l'alcoholisme, la violència, la pirateria, els aventurers i missioners europeus.
A l'inici del seu regnat, va haver de fer front a la crisi del moviment mamaia, que va acabar en una guerra civil. Es tractava d'una secta de resistència a la creixent influència dels missioners i promulgava el retorn als costums tradicionals, com el cant i el tatuatge, barrejats amb la poligàmia i l'alcohol. La jove reina es va mostrar dubitativa a condemnar-los, fins que va exigir que li rendissin els honors segons els antics rituals i s'hi van negar provocant una guerra. Tati, el cap de l'influent clan dels Teva, li va fer costat i va derrotar els caps mamaia en una batalla al districte de Papara.
La reina va buscar la protecció de George Pritchard, el pastor protestant de Pape’ete. Immediatament, va promulgar unes lleis antimamaia amb què feia obligatòria l'assistència a l'església i a l'escola, i va aconseguir que Londres nomenés Pritchard cònsol de la Gran Bretanya.
El 1834, van arribar a Tahití els primers missioners catòlics, els jesuïtes belgues Honoré Laval i François Caret. L'anglès Pritchard va aconseguir expulsar els catòlics a pesar de la intervenció del cònsol francès, el també belga Moerenhout. L'anomenat «afer Laval i Caret» va provocar que França hi enviés un vaixell de guerra per demanar reparacions. Pritchard va ser expulsat, però la reina va demanar el protectorat britànic. El 1843, després d'un fort pols mantingut entre França i el Regne Unit, i la pressió sobre la reina per part dels cabdills tahitians i dels francesos, l'almirall Abel Aubert Dupetit Thouars va imposar-hi el protectorat francès.
La reina, com a mostra de desaprovació, es va exiliar a Rā’iatea durant quatre anys. Al seu retorn, va ser rebuda amb tots els honors, però el poder real que tenia era molt minvat. Durant trenta anys més, va encarnar amb dignitat la decadència del seu poble. Un dels seus amics, Jaume Aragó, amb qui va mantenir llargues converses, defineix la situació en Deux océans: «Pomaré és esclava, però Pomaré regna, no ho dubteu pas. Heu destronat la reina, però no heu destronat la dona».
A la seva mort, fou enterrada al mausoleu reial d'’Arue, concretament al de Papa’oa. El seu successor fou el seu fill, que regnà amb el nom de Pōmare V.